# 川鶴
川鶴（かわつる）は、埼玉県川越市の町名。現行行政地名は川鶴一丁目から三丁目。郵便番号は350-1176。

## 地理
川越市の北部に位置し、鶴ヶ島市と接する。町名が成立する前は川越市と鶴ヶ島市の境界にまたがって位置していた。

## 歴史
- 1986年（昭和61年）10月1日 - 川越市笠幡と吉田の各一部と鶴ヶ島町（現鶴ヶ島市）太田ヶ谷と鶴ケ丘の各一部から川鶴一丁目～三丁目が成立した[3]。隣接するかわつる三芳野も同日誕生している。

## 交通

### 道路
- 関越自動車道
- 川鶴けやき通り
- かさはた公園通り

## 施設
- 川越市立川越西中学校
- 川越市立川越西小学校
- 川鶴ひばり幼稚園
- 川越市立川鶴保育園
- 川越川鶴郵便局
- 笠幡公園
- 上丹草公園
- 下丹草公園
- 吉田新町緑地